# Lowen
Lowen é uma banda inglesa de heavy metal formada em 2017 por Nina Saeidi e Shem Lucas. Filha de refugiados da Revolução Iraniana na Inglaterra, Nina queria começar um grupo que lhe permitisse tocar metal com elementos do Oriente Médio.
A dupla foi formada após se conhecerem em um show do Akercocke e lançaram um EP e dois álbuns, sendo o mais recente o Do Not Go to War With the Demons of Mazandaran (2024).

## História
A banda foi formada em 2017 por Nina Saeidi (vocal, instrumentos típicos, letras; filha de pais que fugiram da Revolução Iraniana para a Inglaterra ) e Shem Lucas (guitarras, baixo) depois de se conhecerem em um show do Akercocke . O nome Lowen é parcialmente inspirado na Caça ao Leão de Assurbanipal e constitui "uma bastardização da palavra germânica para leão ", de acordo com Nina. O nome também simboliza um equilíbrio entre o Oriente e o Ocidente, com o leão simbolizando caos e poder para o primeiro e orgulho para o último.
Com o baterista Louis Suckling, eles estrearam em julho de 2018 como um trio com o álbum A Crypt in the Stars, que foi gravado em apenas 12 horas, exceto por alguns overdubs adicionados posteriormente, e lançado de forma independente com Nina cuidando também da maior parte do trabalho não musical. Foi quase totalmente escrito ao longo de 9 meses de jam sessions e foi inspirado pela Mesopotâmia e pelo Zigurate de Ur .
Em 2021, lançaram o EP Unceasing Lamentations, composto por improvisações folk acústicas. Foi originalmente tocado para uma transmissão ao vivo em Brighton e depois enviado para Magnus Lindberg da bandaCult of Luna para masterização.
Seu segundo álbum, Do Not Go to War With the Demons of Mazandaran, foi lançado em 4 de outubro de 2024 pela Church Road Records com Cal Constantine na bateria. É inspirado por Div-e Sepid do Shahnameh, com seu título retirado de um dos capítulos do poema, ao mesmo tempo em que faz alusão a questões contemporâneas como o movimento Mulher, Vida, Liberdade . O álbum foi promovido pelos singles "Najang Bah Divhayeh Mazandaran" (o equivalente nativo ao título do álbum ), lançado em 3 de maio de 2024; e "The Seed That Dreamed of Its Own Creation", lançado em 5 de julho, coincidindo com o anúncio do álbum.
Em março de 2025, eles foram anunciados como banda de abertura da turnê europeia do Zakk Sabbath, de Zakk Wylde .

## Estilo musical
O Lowen toca uma mistura de metal progressivo, doom metal, death metal e stoner metal com música do Oriente Médio. A dupla consultou musicólogos para discutir sua abordagem, incluindo Richard Dumbrill, que os alertou que tocar música microtonal em instrumentos ocidentais "não poderia ser feito"; depois de estudar música folclórica do Egito, da Turquia e do Irã, Shem Lucas conseguiu recriar microtons usando bends de um quarto de tom, pré-bends e fraseado arrastado, vendo uma conexão entre a natureza rítmica da música folclórica do Oriente Médio e como as guitarras às vezes são usadas para percussão no brutal death metal . Sammy Urwin e Justine Jones do Employed to Serve (proprietários do selo do Lowen, Church Road Records) os definiram como "world prog".
Nina Saeidi canta em inglês, farsi, acadiano e sumério e é influenciada pela música iraniana tradicional e contemporânea, empregando a técnica ''Tahrir'' . As letras de Lowen são inspiradas na mitologia antiga, na ficção científica e na fantasia. Nina descobriu o heavy metal quando adolescente e foi influenciada por Akercocke e System of a Down, cuja incorporação de música de sua terra de origem, a Armênia, a inspirou a seguir um caminho semelhante. Ela era inicialmente a baixista da banda e nem sequer considerava cantar, mas Shem Lucas a encorajou a fazê-lo depois de ouvir seus vocais-guia .
Shem é influenciado por Mike Scheidt do YOB e Tom G Warrior do Celtic Frost, citando o Monotheist deste último como um favorito em particular. Ele diz que o som de Lowen incorpora maqam, música folclórica iraniana e música norte-africana e frequentemente explora assinaturas de tempo diferentes do 4
4.

## Discografia

### Álbuns de estúdio
- A Crypt in the Stars (2018)
- Do Not Go to War With the Demons of Mazandaran (2024)

### EPs
- Unceasing Lamentations (2021)

### Singles
- "Najang Bah Divhayeh Mazandaran" (2024)
- "The Seed That Dreamed of Its Own Creation" (2024)

## Membros

### Membros atuais
- Nina Saeidi – vocal principal, instrumentos folk (incluindo: santur, daf, shruti box[6][13]) (2017–atualmente)
- Shem Lucas — guitarras, baixo (2017–atualmente)
- Cal Constantine – bateria (?–atualmente)

### Ex-membros
- Louis Suckling – bateria